# Vela (družice)

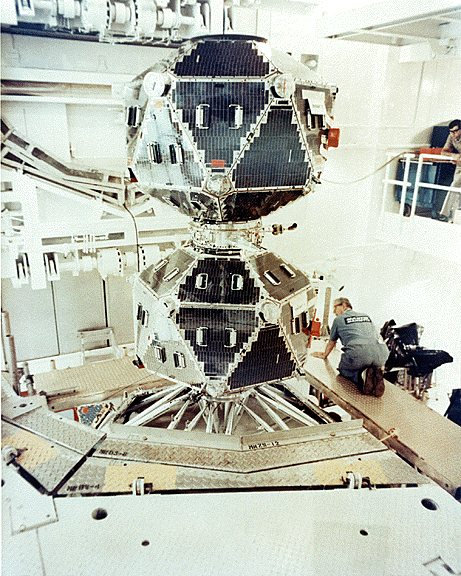
Dvojice družic Vela 5A a 5B

Vela byla skupina družic vyvinutých coby součást projektu Vela, divize Vela Hotel. Projekt vykonávala agentura ARPA Spojených států amerických. Účelem bylo monitorování dohody LTBT z roku 1963 (Limited Test Ban Treaty – částečný zákaz testování [jaderných zbraní]) ze strany Sovětského svazu. Název je odvozený ze španělského „[on/ona] to vidí“.
Přestože projekt dostal uplatnění až v roce 1963, začal jako nízkorozpočtový výzkumný projekt již v roce 1959 a skončil po 26 letech ve formě úspěšného, efektivního vojenského vesmírného programu, který též poskytl data o přirozených zdrojích vesmírné radiace. V 70. letech mise detekce jaderných testů byla převzata systémem DSP (Defense Support Program) a v pozdních 80. letech se rozšířila na družice Navstar, které zavedly GPS. Nyní se program nazývá Integrated Operational Nuclear Detection System (IONDS).

## Vypuštění
Družic bylo vypuštěno dvanáct – šest navržených v rámci subprojektu Vela Hotel a šest rozšířeného návrhu Vela. Veškeré družice vyráběla TRW Inc. a vypouštěla je ve dvojicích, buď na raketách Titan 3C nebo Agena. Byly umístěny na orbity ve vzdálenosti 118 tisíc kilometrů, daleko nad Van Allenovy pásy. Jejich Apogeum bylo v 1/3 vzdálenosti Země–Měsíc. Doba oběhu byla 112 hodin. První dvojice družic byla vypuštěna 17. října 1963, týden poté, co dohoda PTBT vešla v platnost; a poslední v roce 1965. Navržená životnost byla půl roku, ale ve skutečnosti operovaly 5 let. Družice rozšířeného návrhu (Advanced Vela design) byly vypuštěny v letech 1967, 1969 a 1970. Ty měly životnost navrženu na 18 měsíců, později zvýšenou na 7 let, nicméně, poslední družice byla vypnuta v roce 1984 – necelých 15 let po vypuštění.

## Modely
Modely byly pojmenovány Vela 1A, Vela 1B, Vela 2A, Vela 2B, … až Vela 6A a Vela 6B.

## Incident Vela
Dne 22. září 1979 americká družice Vela 5B zaznamenala velký záblesk (je přisuzován podle intenzity výbuchu menší jaderné bombě nebo dopadu velkého meteoru) v pásu jižního Indického oceánu mezi Bouvetovým ostrovem a ostrovem prince Edwarda.